# Tsukuba (stacja kolejowa)
Tsukuba (jap. つくば駅 Tsukuba-eki) – końcowa stacja kolejowa na linii Tsukuba Express w mieście Tsukuba w prefekturze Ibaraki w Japonii. Stacja jest zlokalizowana w samym centrum Miasta Nauki Tsukuba. Jest również położony blisko dworca autobusowego.

## Historia
- 24 kwietnia 2005 – oddanie stacji do użytku